# Svenska litografförbundet
Svenska litografförbundet var en fackförbund, bildat 1904 med namnet Internationella litografiska förbundet, som en utbrytning ur Sveriges litografiska förbund. Det uppgick 1973 i Grafiska fackförbundet.

## Historia
- 1881 bildades Litografiska föreningen i Stockholm. Även om det var en yrkesförening, där även arbetsgivare var medlemmar, så utgjorde den ändå grunden för en blivande riksorganisation.
- 1891 bildades Senefelderförbundet i Malmö.
- 1894 bildades en förening i Norrköping
- 1897 tillkom Göteborgs litografiska förening
- 1895 stiftades Sveriges litografiska förbund på en kongress i Norrköping
- 1899 började man samarbeta med Typografförbundet som erbjöd sig att mot en avgift ge lika rättigheter till litografer som typografer, i första hand vid konflikter.
- 1903 lämnade Malmöavdelningen förbundet efter missnöje med löneavtal och att samarbete inte ingåtts med utländska litografförbund.
- 1904 bildades på initiativ av föreningarna i Malmö och Lund Internationella litografiska förbundet med säte i Malmö och det gamla förbundet upplöstes året därpå.
- 1909 deltog förbundet i storstrejken och skuldsattes. medlemsantalet sjönk från 361 år 1908 till 211 år 1910.
- 1923 hade förbundet 745 medlemmar. [1]
- 1925 bildades en förhandlingsorganisation kallad Grafiska industrikartellen tillsammans med Svenska typografförbundet och Svenska bokbindareförbundet.
- 1928 namnbyte till Svenska litografförbundet.
- 1973 bildades Grafiska fackförbundet genom att förbundet slogs samman med Svenska bokbindareförbundet och Svenska typografförbundet.